# Nicholas Parsons

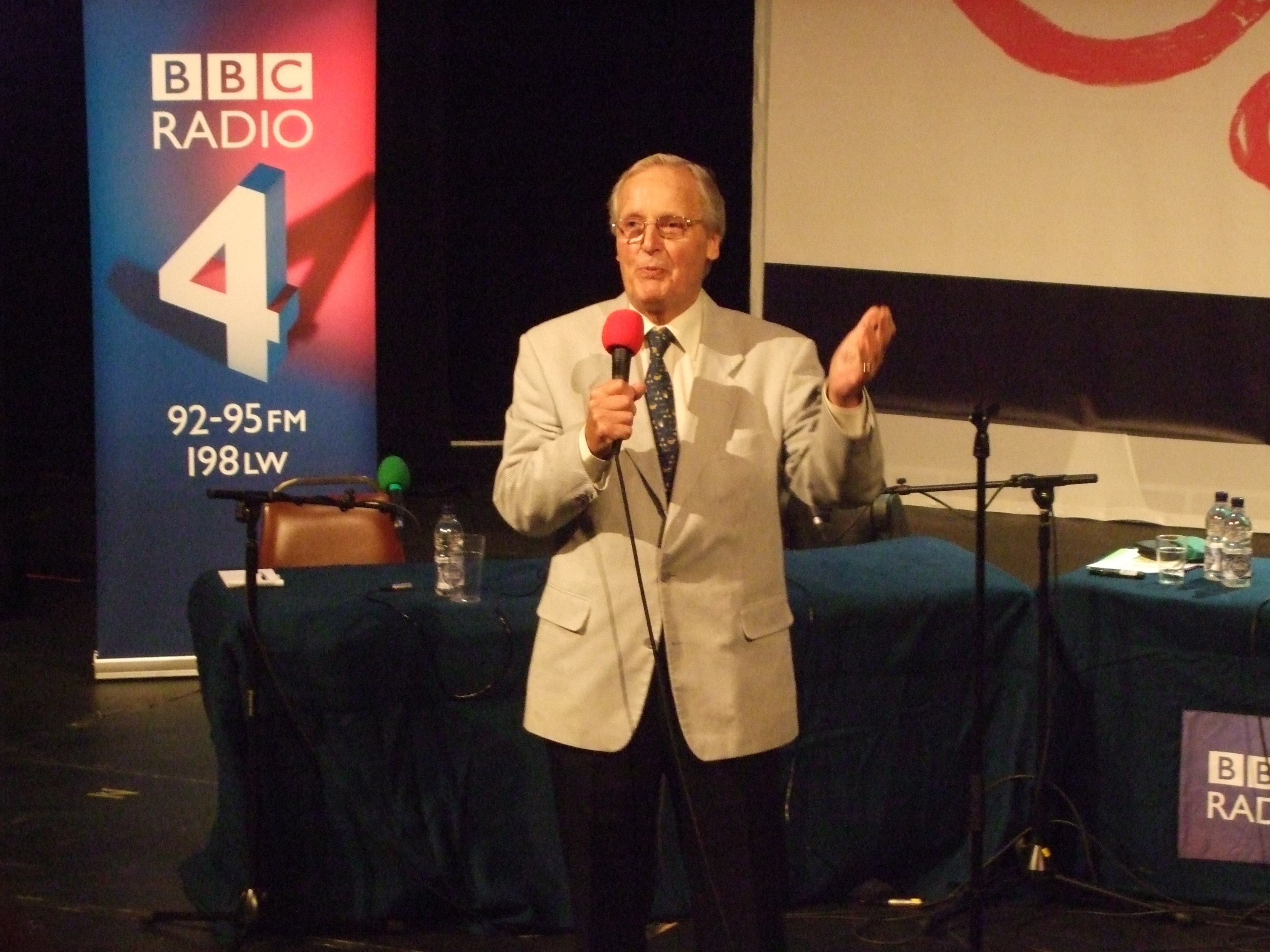
Nicholas Parsons tijdens een opname van Just a Minute te Edinburgh in 2007

Christopher Nicholas Parsons (Grantham, 10 oktober 1923 - Aylesbury, 28 januari 2020) was een Brits presentator, acteur, komiek en quizmaster. Hij was vooral bekend als presentator van het spelletje Just a Minute op BBC Radio 4, dat hij van 1967 tot zijn dood presenteerde. Op ITV presenteerde hij van 1971 tot 1983 het spelprogramma Sale of the Century, dat kijkcijfers van ruim 21 miljoen behaalde. Hij werd door de Britse overheid onderscheiden met een benoeming tot Commandeur in de Orde van het Britse Rijk en was tevens van 1988 tot 1991 rector van de Universiteit van St Andrews.

## Carrière
Parsons was de zoon van een arts en een verpleegster en groeide op te Grantham in Lincolnshire, waar ook Margaret Thatcher vandaan kwam, wier ouders patiënten van Parsons’ vader waren. Als kind was hij linkshandig maar werd gedwongen met zijn rechterhand te schrijven; hij leed ook aan dyslexie en hij stotterde. Hij wilde acteur worden, maar zijn vader vond het nuttiger, voor ingenieur te studeren. Parsons werd na zijn middelbare school in Londen naar Clydebank gestuurd, alwaar hij vijf jaar lang als leerling-ingenieur in een fabriek van scheepspompen wrocht en twee semesters aan de Universiteit van Glasgow studeerde, evenwel zonder een diploma te behalen. Zijn stage maakte het echter mogelijk om bij de Merchant Navy te dienen tijdens de Tweede Wereldoorlog. Door toedoen van ziekte heeft hij zijn post desalniettemin nooit opgevat.
Impresario Carroll Levis ontdekte hem terwijl hij nog stage als leerling-ingenieur liep. In 1947 trad hij voor het eerst in een film op, Master of Bankdam. Er zouden nog vele andere volgen, waaronder ook rollen in de befaamde Carry On-films. Ook had hij een lange carrière als theateracteur: zo speelde hij in de jaren 60 onder andere 15 maanden lang in Boeing Boeing in de West End. Ook trad hij vanaf 1952 regelmatig als stand-upcomedian voor uitverkochte zalen op in het toenmalige Windmill Theatre.
In de jaren 60 werd hij een bekend gezicht op televisie in zijn hoedanigheid van aangever voor de populaire komiek Arthur Haynes. Het duo trad ook in Amerika op in 1966, waarna ze uit elkaar gingen; Haynes overleed echter datzelfde jaar aan een hartaanval. Daarop werd Parsons een van de personages van The Benny Hill Show. In 1971 begon hij tevens Sale of the Century op Anglia Television te presenteren, een wekelijks quizprogramma, hetgeen hij tot 1983 zou volhouden. Als gastheer van Just a Minute op de radio was hij in functie vanaf 1967. In dat jaar ontving hij tevens een prijs voor ‘radiopersoonlijkheid van het jaar’ dankzij een satirisch radioprogramma dat hij zelf geschreven had, Listen to this Space getiteld.
Nicholas Parsons heeft in de loop der jaren talloze gastrollen in series en spelprogramma’s gespeeld, waaronder Doctor Who, The New Statesman, Celebrity Mastermind en Have I Got News For You. In 1994 speelde hij de verteller in de Rocky Horror Picture Show. Sinds 2000 kwam hij jaarlijks met Just a Minute naar het Edinburgh Fringe-festival, waar afleveringen van het programma in een tent op een speciaal ingericht BBC-terrein worden opgenomen.

## Andere activiteiten
Nicholas Parsons zette zich in voor liefdadigheid, vooral voor kinderen. Zo was hij van 1998 tot 1999 voorzitter van The Lord's Taverners, een cricketclub voor jongeren met een handicap, en was hij een van de begunstigers van de Britse vereniging van stotteraars. Hij was ook een van de leidinggevende leden van de Grand Order of Water Rats, een liefdadigheidsinstelling voor mensen in de amusementsindustrie. In 2004 werd hij voor deze activiteiten onderscheiden met de benoeming tot Officier in de Orde van het Britse Rijk; in 2014 werd hij bevorderd tot Commandeur in dezelfde orde.
Parsons was zijn hele leven aanhanger van de Liberal Democrats en hem werd ook een plaats op de kieslijst aangeboden, die hij evenwel weigerde, teneinde geen afscheid van de amusementsindustrie te hoeven nemen. In 1991 verleende de Universiteit van St Andrews, waar hij rector was geweest, hem een eredoctoraat, en in 2007 kreeg hij er ook een van de Universiteit van Lincoln.
Parsons’ eerste vrouw was de stemactrice Denise Bryer, met wie hij van 1954 tot 1989 gehuwd was. In 1995 hertrouwde hij met Ann Reynolds. Hij belandde in het Guinness Book of Records door Gyles Brandreth voor liefdadigheid te verslaan met de langste redevoering ter wereld, namelijk 11 uur aan een stuk. Het daaropvolgende record kwam echter opnieuw op naam van Brandreth te staan, die tevens een vaste gast in Just a Minute is. In 1994 publiceerde Nicholas Parsons zijn autobiografie, gevolgd in 2011 door verdere memoires.
Hij overleed op 96-jarige leeftijd in het Stoke Mandeville Hospital na een korte ziekte. Zijn begraafplaats is in het dorpje Liskeard in Cornwall.

## Films met Nicholas Parsons
- Master of Bankdam (1947)
- To Dorothy a Son (1954)
- Simon and Laura (1955)
- An Alligator Named Daisy (1955)
- The Long Arm (1956)
- Eyewitness (1956)
- Brothers in Law (1957)
- Happy Is the Bride (1958)
- Carlton-Browne of the F.O. (1959)
- Too Many Crooks (1959)
- Upstairs and Downstairs (1959)
- Let's Get Married (1960)
- Doctor in Love (1960)
- Carry on Regardless (1961)
- Murder Ahoy! (1964)
- Every Day's a Holiday (1965)
- The Wrong Box (1966)
- The Ghost Goes Gear (1966)
- Don't Raise the Bridge, Lower the River (1968)
- Spy Story (1976)
- Mr. Jolly Lives Next Door (1987)

## Publicaties
- Nicholas Parsons (1994), The Straight Man: My Life in Comedy. Weidenfeld & Nicolson, ISBN 978-0297812395
- Nicholas Parsons (2011), Nicholas Parsons: With Just a Touch of Hesitation, Repetition and Deviation: My Life in Comedy. Mainstream Publishing, ISBN 978-1845967123